# Могильненська загальноосвітня школа
Могильненський ліцей Гайворонської районної ради - загальноосвітня школа — оосвітній навчальний заклад  у селі Могильне Гайворонського району Кіровоградської області, культурно-освітній осередок села з понад півторастолітніми традиціями; при школі діє історико-краєзнавчий музей села.

## Історія школи[1]
Школа в селі Могильне одна з найстарших шкіл області. У 1866 році біля попівської садиби було споруджено дерев'яну церковнопарафіяльну школу. Священик І. М. Ромезовський і диякон вчили дітей Закону Божому, церковним пісням, писати, рахувати і малювати. У двох групах навчалося до 20 дітей найзаможніших селян, а основна маса дітей залишалася неграмотною.
У зв'язку із збільшенням населення у 1895 році біля церкви було побудована нова парафіяльна двокласна школа. Навчали дітей священник Н. В. Волковинський і два учителі. Охопити навчанням усіх дітей було неможливим: в селі на той час налічувалось не менше 300 дітей шкільного віку. В 1911—1913 роках в Могильному була зведена земська чотирикласна школа.
Почалося навчання у земській школі у 1913 році. Відвідували її вже 109 учнів. У 1919 році в селі відкривається гімназія для дорослих. В ній навчалися учні різних вікових груп. Серед них були підлітки, чоловіки, жінки, колишні військовослужбовці .
Восени 1922 року Могильненська трудова школа отримала нове приміщення-будинок, в якому до 1917 року знаходилась поміщицька контора. Тут навчалися 4-7 класи, а 1-3 у колишній земській школі. Кількість учнів перевищувала 200.
У 1934 році в Могильненській школі був відкритий VIII клас денної школи, а в 1936 році — у вечірній школі. Могильненська школа однією з перших в районі перебудована в неповно-середню школу. В ній склався міцний, працездатний учительський колектив, який брав активну участь у громадському житті села, культурної роботи. З 1937 року школа набуває статусу середнього освітнього закладу. У школі працює 27 учителів та навчається 750 учнів, з них 100 відвідує вечірню школу. А також понад 100 учнів навчається у початковій школі, що на хуторі Жовтневий (ця школа була складовою частиною Могильненської школи). В Могильненській школі навчалися діти з навколишніх сіл. Для їх проживання був відкритий інтернат. Через велику кількість дітей школа мала три навчальних приміщення. У 1940—1941 роках навчалося 819 учнів. Село Могильне з 31 серпня 1941 року по 12 березня 1944 року було окуповане фашистськими загарбниками. Окупанти зруйнували середню і дві початкові школи, лікарню, три клуби, дві бібліотеки та інше.
Війна, голод 1947 року призвели до того, що чимало дітей були безпритульними. Тому на базі Могильненської середньої школи у 1947 році був створений дитячий будинок для сиріт та напівсиріт, який існував до 1952року. У 1948 році відновила свою роботу вечірня школа. Через велику кількість учнів частина діток молодших класів змушена була навчатись тимчасово у сільських хатах
У грудні 1977 року учні та вчителі переступили поріг новозбудованої школи. Директором якої на той час був Ф. А. Мушинський, який багато зусиль доклав для того, щоб діти змогли навчатись в просторих та світлих класах.

### Мушинський Ф.А.
працює директором  школи з 1947—1978 рр.
Біографія (дивитись тут)

### Директори школи в різні роки
За період існування  школи змінилося багато її керівників.
- 1866 р. — церковнопарафіяльна школа, керівник І. М. Ромезовський
- 1895 р.-  керівник- священик Н. В. Волковинський
- 1914 р. — земська школа, завідувач А. П. Жулкевич
- 1919 р. — гімназія для дорослих, завідувач М. С. Гасюк .
- 1919—1922 рр. — Г. С. Костюк — організатор і завідувач районної трудової семирічної школи.
- 1922—1928 рр. — І. Я. Михайловський
- 1930—1933 рр. — З. Д. Парілов
- 1933—1941 рр. — О. І. Федосієв (директор уже середньої школи).
- 1944—1945 рр. — О. Х. Антонюк  (дружина Федосієва)
- 1945—1947 рр.- часто змінювались директори.
- 1947—1978 рр. — Ф. А. Мушинський
- 1978—1997 рр. — Б. П. Годинюк
- 1997—2002 рр. — Л. П. Біла
- 2002—2013РР. — О. Л. Яремчук
- 2013 р. — Окрущак Н. М.

## Школа сьогодні (2018р.)
У школі організоване учнівське самоврядування на класному та загальношкільному рівні. Діє учнівське шкільне управління «Світанок», яке охоплює учнів 5-11класів та дитяче об'єднання  «Дивосвіт» для учнів 1-4класів. При школі діє  історико-краєзнавчий музей .  Незламній патріотці Г.С. Берізки у день 90-річчя з дня народження( 17 вересня 2010 року) відкрито літературний музей та меморіальну дошку. Також вікрито меморіальні дошки   героям  Радянського Союзу II Світової війни Д.І. Осатюку та Ф.С. Костюку.